# Cléopâtre (pel·lícula de 1899)
Cléopâtre és un curtmetratge francès mut en blanc i negre realitzat per Georges Méliès el 1899, amb l'actuació de Jehanne d'Alcy. Encara que avui el director Méliès és més conegut per la seva icònica pel·lícula Le Voyage dans la Lune, va ser aquesta pel·lícula la que va cridar l'atenció del productor Charles Urban, que va llançar la pel·lícula als Estats Units sota el títol de Robbing Cleopatra's Tomb; i posteriorment va distribuir moltes de les altres pel·lícules de Méliès.

## Trama
Una de les primeres pel·lícules de terror que s'hagin fet, tracta sobre un intent de resurrecció de la mòmia de Cleòpatra VII, on un home curta en trossos el cadàver, per després produir una dona des d'un braser fumejant.

## repartiment
- Jehanne d'Alcy: el fantasma de Cleòpatra
- Georges Méliès: profanador de la tomba de Cleòpatra

## Pèrdua
Durant molt de temps es va pensar que la pel·lícula estava perduda, però el 22 de setembre del 2005 es va donar notícia del descobriment d'una còpia a França. Tanmateix, més tard va resultar que es tractava de la pel·lícula L'Oracle de Delphes (1903), que té una trama i una ambientació similars. Això fou confirmat per la néta del cineasta, Madeleine Malthête-Méliès.